# Masaż bambusem

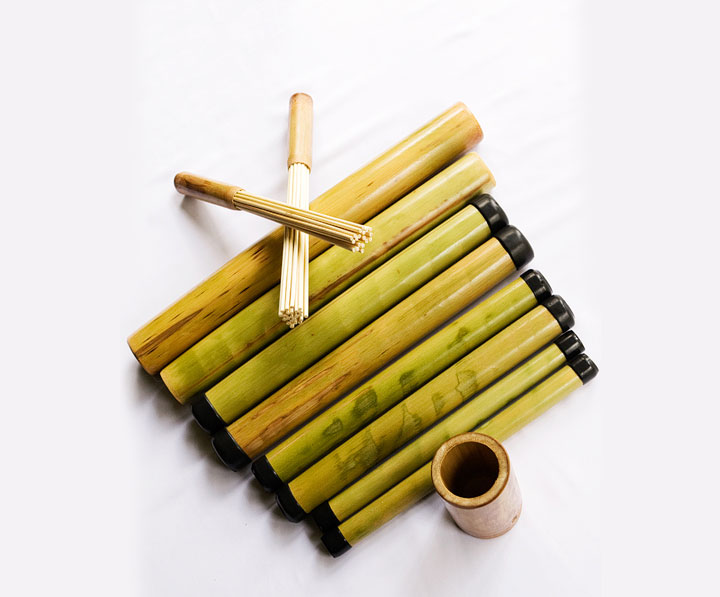
Zestaw do masażu bambusem

Masaż bambusem − relaksacyjny masaż wykonywany za pomocą pałeczek bambusa, które są rolowane po ciele. Pałeczki mają różne grubości i długości, gdyż są dostosowane do poszczególnych technik i wielkości ciała. Muszą być one odpowiednio przygotowywane do zabiegu masażu: najpierw dokładnie myte, następnie dezynfekowane, a na koniec podgrzewane i utrzymywane w podwyższonej temperaturze, by oddawały ciepło przez cały czas trwania masażu.

## Opis masażu
Głównym narzędziem nadającym specyficzny charakter temu masażowi są pałeczki bambusowe. Techniki manualne rozpoczynają i kończą masaż, a także pełnią funkcję łączników między kolejnymi ruchami wykonywanymi za pomocą pałeczek (głównie przy zmianie ich grubości).
Do pełnego odczucia korzyści płynących z masażu niezbędne jest zapewnienie optymalnej temperatury pomieszczenia, w którym wykonywany jest zabieg, ponieważ masażysta pracuje na dużych, odsłoniętych partiach ciała. 
Na początku masażysta używa pałeczek o większej średnicy, by przygotować w ten sposób większe obszary ciała. Następnie, przepalając to ruchem głaskania wykonywanym dłońmi, wykorzystuje te o mniejszej średnicy, które pozwalają na dokładniejszy masaż poszczególnych części ciała. Kolejnym etapem jest łączenie obu rodzajów bambusów przy bardzo energicznych i nieco mocniejszych ruchach w celu dotarcia i rozgrzania głęboko położonych partii mięśniowych. Na koniec masażysta wykonuje delikatne muskanie najmniejszymi pałeczkami w celu wyciszenia pobudzonej wcześniejszymi ruchami skóry i mięśni.
Oryginalny masaż wykonywany przy użyciu różnej wielkości pałeczek i miotełek bambusowych. Pałeczkami, które podczas masażu dopasowują się do kształtu mięśni, oklepuje się, głaszcze i ugniata całe ciało ze zmiennym rytmem i natężeniem. 
Działa pobudzająco i relaksująco.
Użycie pałeczek bambusowych powoduje, że zabieg jest mniej wymagający fizycznie dla masażysty niż masaż klasyczny.

## Wskazania i przeciwwskazania do masażu bambusem
- przemęczenie i stres
- brak odpowiedniego dotlenienia organizmu
- złe samopoczucie
- bóle głowy, pleców
- bóle mięśni
- zły stan skóry

Przeciwwskazania do masażu bambusem są analogiczne jak w masażu klasycznym.